# クメピポ! 絶対あいたい1001人
『クメピポ! 絶対あいたい1001人』（クメピポ ぜったいあいたいせんいちにん）は、2009年4月15日から同年7月29日まで、TBS系列で毎週水曜日22:00 - 22:54（日本標準時）に放送された毎日放送（MBSテレビ）製作のトーク・バラエティ番組である。久米宏の冠番組。

## 概要
毎回、近代日本を代表する「今知っておくべき人」に登場してもらい、再現ドラマを交えながら久米、千原ジュニアらと座談を繰り広げた。番組タイトルの「1001人」とは、久米が一応の目標として「1001人の著名人とインタビューしたい」ということで付けられていた。
前番組『久米宏のテレビってヤツは!?』では放送当日の撮って出しでモノラル放送だったが、本番組は事前に収録が行われたため、文字多重放送による字幕放送及びステレオ放送を実施していた。
視聴率は6%前後と苦戦が続き、制作局のMBSは7月29日をもって終了させ、目標としていた1001人には遠く及ばない形で打ち切りとなった。またビートたけしをゲストに迎えた最終回は番組の最高視聴率10.0%を記録した。
本番組終了後はつなぎ番組として、8月は今田耕司・久保純子司会の『クイズなんでもNo.1決定戦』を、9月以降はMBS制作の特別番組を放送。10月からは特番などを経て、10月28日から浜田雅功（ダウンタウン）・藤本美貴司会の『THE 1億分の8』が開始された。

## 出演者
司会
- 久米宏
- 千原ジュニア

アシスタント
- 八木亜希子
- ベッキー

ナレーター
- ビビる大木
- 藤田淑子

ゲスト
- 第1回（2009年4月15日）：大竹しのぶ（女優）
- 第2回（2009年4月22日）：太田光代（太田光（爆笑問題）夫人）
- 第3回（2009年4月29日）：田中義剛（花畑牧場代表取締役）
- 第4回（2009年5月6日）：高畑淳子（女優）
- 第5回（2009年5月13日）：草刈民代（元バレリーナ） - 番組後半には夫である周防正行が登場し夫婦共演。
- 第6回（2009年5月20日）：綾瀬はるか（女優）
- 第7回（2009年5月27日）：田原総一朗（ジャーナリスト）
- 第8回（2009年6月3日）：内藤大助（プロボクサー）・哀川翔（俳優・元劇男一世風靡）
- 第9回（2009年6月10日）：朝青龍（大相撲力士）
- 第10回（2009年6月17日）：阿川佐和子（エッセイスト）・平野レミ（料理評論家）
- 第11回（2009年6月24日）：萬田久子（女優）・岡江美希（美容研究家）
- 第12回（2009年7月8日）：久本雅美（タレント・女優）
- 第13回（2009年7月15日）：張本勲（野球解説者）・セルジオ越後（サッカー評論家）
- 第14回（2009年7月22日）：竹中直人（俳優）
- 第15回（2009年7月29日、最終回）：ビートたけし（お笑いタレント・司会者・映画監督）

## 主なコーナー
- クメピポ!転職リサーチ

手相鑑定家・西谷泰人が、取材時に氏名を伏せた状態でゲストの手相を鑑定し、そのゲストに最も適した職業を指摘した。
- クメピポ!仕事人

毎回ある職業で活躍する人物を密着取材する。番組の出演者ナンバーは上述ゲストと含めた通し番号で付された。

## スタッフ
- EDテーマ:「ラブ」大石昌良
- 総合演出：滝川均
- 演出：福岡元啓
- ディレクター：高橋尚樹、大熊一郎、田頭悟、板倉裕司、古市誠、浅井理映
- 構成：都築浩、橋克弘、そーたに、野尻靖之
- サウンドプロデュース：川嶋あい
- 技術：テイクシステムズ
- TD：平野友章
- CAM：平間隆啓、高橋広
- VE：時見正和
- VTR：小松淳
- 照明：湯浅洋一
- 協力：毎日新聞社、GUSTY
- イラスト：ウッディ荒井、川崎あっこ
- リサーチ：ビスポ（野村直子、小林加奈）
- 音楽効果：白根沢修
- TK：西岡八生子
- 編集：宮島洋介（麻布プラザ）
- MA：佐藤卓也（麻布プラザ）
- ロケ技術：ベイシス、マリポーリ カンパニー
- メイク：金子義幸
- 宣伝：石田敦子
- デスク：前田真希
- チーフAD：眞方真忠
- AD：中松謙介、鈴木祐馬、西山和利、藤巻香織、羽田野晃男
- AP：村橋直樹
- 協力プロデューサー：文分曜子
- プロデューサー：中野伸二、井口高志（電通）、こもだ義邦、日枝広道（電通）
- 監修：秋元康
- 制作：オフィス・トゥー・ワン
- 製作著作：毎日放送